# دومينيكو مايتا
دومينيكو مايتا (بالإيطالية: Domenico Maietta)‏ (3 أغسطس 1982 بكارياتي في إيطاليا - ) هو لاعب كرة قدم إيطالي في مركز الدفاع. شارك مع منتخب إيطاليا تحت 15 سنة لكرة القدم ومنتخب إيطاليا تحت 16 سنة لكرة القدم ومنتخب إيطاليا تحت 17 سنة لكرة القدم ومنتخب إيطاليا تحت 18 سنة لكرة القدم ومنتخب إيطاليا تحت 20 سنة لكرة القدم. أما مع النوادي، فقد لعب مع نادي أفيلينو ونادي بولونيا ونادي بيروجيا ونادي تريستينا ونادي فروسينوني ونادي كروتوني ونادي مسينا وهيلاس فيرونا ويوفنتوس وL'Aquila 1927 ‏.

## وصلات خارجية
- دومينيكو مايتا على موقع قاعدة بيانات كرة القدم.إي يو (الإنجليزية)
- دومينيكو مايتا على موقع Soccerway.com (الإنجليزية)
- دومينيكو مايتا على موقع عالم كرة القدم.نت (الإنجليزية)
- دومينيكو مايتا على موقع AS.com (الإسبانية)